# Rafael López
Rafael López Gómez (ur. 9 kwietnia 1985 w Peñafiel) – hiszpański piłkarz występujący na pozycji obrońcy.